# Slovenská Ľupča-Príboj (przystanek kolejowy)
Slovenská Ľupča-Príboj – przystanek kolejowy znajdujący się we wsi Slovenská Ľupča na linii kolejowej 172 Banská Bystrica – Červená Skala na Słowacji.